# 七子花属
七子花属（学名：Heptacodium）是忍冬科下的一个属，为落叶灌木植物。该属仅有七子花（Heptacodium miconioides）等两种，分布于中国中部及东部。